# Списък на дедовците на Босненската църква
Дедовците или дядовците на Босненската църква са нейни пастири.

## Списък
Списъкът на босненските дедовци е открит в евангелието на босненската тепавица Батала и съдържа списък с 28 имена на водачи или дедовци, обособени в две групи в зависимост от двата етапа в развитието на самостойната босненска църква, които протичат във времето от самото начало на 11 век – до края на 14 век. Фигурата на водача (дед) на босненската църква просъществува до самия край на Босненското кралство и Херцогството на Свети Сава.

### Първа листа с дедовци
- Дед Еремия (1010 – 1024)
- Дед Азария (1024 – 1038)
- Дед Куклеч (1038 – 1052)
- Дед Иван (1052 – 1066)
- Дед Годин (1066 – 1080)
- Дед Тишемир (1080 – 1094)
- Дед Дидодраг (1094 – 1108)
- Дед Бучина (1108 – 1122)
- Дед Крач (1122 – 1136)
- Дед Братич (1136 – 1150)
- Дед Будислав (1150 – 1164)
- Дед Драгош (1164 – 1181)
- Дед Драгич (1182 – 1205)
- Дед Любин (1205 – 1215)
- Дед Дражета (1215 – 1220)
- Дед Томиш (1220 – 1223)

### Втора листа с дедовци
- Дед Растудие (1223 – 1230)
- Дед Радоие (1230 – 1244)
- Дед Радован I (1244 – 1258)
- Дед Радован II (1258 – 1272)
- Дед Хлапоие (1272 – 1286)
- Дед Драгост (1286 – 1300)
- Дед Повржен (1300 – 1314)
- Дед Радослав I (1314 – 1328)
- Дед Радослав II (1328 – 1342)
- Дед Мирослав (1342 – 1356)
- Дед Болеслав (1356 – 1370)
- Дед Ратко I (1370 – 1393)

### Трета листа с дедовци по съвременни извори
- Дед Радомир (1400 – 1414)
- Дед Мирохна (1414 – 1430)
- Дед Милоие (1430 – 1450)
- Дед Ратко II (1450 – 1465)
- Последен дед с непознато име (1465 – 1480), след завоюването на Босна, и преди окончателното завоюване на Херцеговина.